# Enhanced Serial Peripheral Interface

Blockdiagramm für die Anwendung von eSPI in Kombination mit LPC in einem PC-System

Das Enhanced Serial Peripheral Interface (eSPI) ist eine serielle Schnittstelle für die Kommunikation des Prozessors mit Peripheriegeräten in PC-Systemen und eingebetteten Systemen. Es basiert auf dem Serial Peripheral Interface (SPI), das in den 1980er Jahren entstand, und dem Low Pin Count (LPC)-Bus und stellt eine Kombinationen daraus dar.
eSPI wurde von Intel 2012 eingeführt und hat sich seitdem zu einem Industriestandard mit dem Ziel entwickelt, die Anzahl der erforderlichen Leitungen im Vergleich zu dem vorhergehenden ISA-Bus zu reduzieren und den Durchsatz im Vergleich zu LPC zu erhöhen. Weiters wurde die Betriebsspannung auf 1,8 V festgelegt, um eSPI-Peripheriegeräten die gemeinsame Nutzung von SPI-Flashspeichern mit dem Prozessor zu ermöglichen, was der LPC-Bus nicht erlaubte.

## Merkmale und Funktionen
- Master/Slave-Bus: Wie bei SPI liefert der Master (Prozessor) das Taktsignal und adressiert die Peripheriebausteine über je eine Chip-Select-Leitung. Die Datenleitungen sind im Gegensatz zu SPI bidirektional.
- Eine (bei SPI nicht vorhandene) Alert#-Leitung ermöglicht Peripheriegeräten, asynchron Anforderungen an den Prozessor zu übermitteln. Im Gegensatz zu SPI ist auch eine Reset#-Leitung standardisiert. Im Vergleich zu LPC ist die Anzahl der benötigten Leitungen (und somit die Anzahl der benötigten Pins am Prozessor) geringer.
- Die Betriebsspannung von 1,8 V ist geringer als bei LPC mit 3,3 V.
- Geschwindigkeit: Das eSPI bietet höhere Datenübertragungsraten im Vergleich zum herkömmlichen SPI.[2] Dies beruht auf der Verwendung von bis zu vier Datenleitungen, im Vergleich zu einer Datenleitung bei SPI. Im Vergleich zu LPC (vier Datenleitungen, maximal 33,3 MHz Takt) sind höhere Taktraten möglich (20–66 MHz).
- Standardisierung des Bus-Protokolls: Während SPI sehr unterschiedliche Busprotokolle ermöglicht, ja sogar unterschiedliche Polaritäten und Interpretation des Taktsignals (SPI Mode), ist das eSPI-Busprotokoll genauer spezifiziert. Das Protokoll verfügt über Mechanismen zur Fehlererkennung und -korrektur mittels CRC, um die Zuverlässigkeit der Datenübertragung sicherzustellen.[2]
- Skalierbarkeit: eSPI ist skalierbar. Es kann an die Anforderungen verschiedener Systeme angepasst werden und unterstützt die Hot-Plug-Fähigkeit, was bedeutet, dass Geräte während des Betriebs hinzugefügt oder entfernt werden können.[3]

## Anwendungen
Das eSPI findet Anwendung unter anderem in folgenden Bereichen:
- Computer und Server: In Computern und Servern, üblicherweise auf einem Motherboard wie in einem PC-System, verbindet das eSPI die CPU mit dem Management Controller, Ein/Ausgabebausteinen mit geringer Datenrate, und anderen Peripheriegeräten mit geringen bis mittleren Datendurchsatz.[4]
- Eingebettete Systeme: Das eSPI wird auch in eingebetteten Systemen und IoT-Geräten eingesetzt, um die Kommunikation zwischen Mikrocontrollern, Sensoren und Aktuatoren zu ermöglichen.[5]